# Guerra di Jebel Akhdar
La guerra di Jebel Akhdar o la guerra di Oman (in arabo: حرب الجبل الأخضر, romanizzato: Ḥarb al-Jebel el-ʾAkhḍar, traduzione letterale: guerra della montagna verde o in arabo: حرب عمان, romanizzato: Ḥarb ʻumān), nota anche come ribellione di Jebel Akhdar, scoppiò nel 1954 e di nuovo nel 1957 in Oman e vide contrapposti gli omaniti dell'imamato di Oman, guidati dal loro imam, Ghalib Alhinai, e il sultanato di Mascate e Oman, guidato dal sultano Sa'id bin Taymur.
I primi erano contrari ai piani di occupazione del sultano, sostenuti dal governo britannico, di accedere ai pozzi di petrolio nelle terre interne dell'Oman. Il sultano Sa'id ricevette finanziamenti diretti per raccogliere una forza armata per occupare l'imamato di Oman dall'Iraq Petroleum Company (IPC), un consorzio di compagnie petrolifere che era principalmente di proprietà delle attuali Royal Dutch Shell, Total, ExxonMobil e British Petroleum (BP); quest'ultima era di proprietà del governo britannico. L'imamato fu infine sostenuto da alcuni stati arabi. La guerra durò fino al 1959, quando le forze armate britanniche decisero di intraprendere interventi diretti usando attacchi aerei e di terra contro l'imamato, portando il sultanato alla vittoria.
Le dichiarazioni firmate dai sultani di per consultare il governo britannico su tutte le questioni importanti, i trattati commerciali ineguali firmati dalle due parti a favore degli interessi britannici e il vasto controllo sui ministeri di governo del sultanato, compresi la difesa e gli affari esteri, esercitato dagli inglesi trasformò il sultanato in una colonia britannica di fatto. La dichiarazione della presunta indipendenza del sultanato (interna ed estera) da parte del Regno Unito, non era nient'altro che una mera illusione creata appositamente dal governo coloniale britannico soltanto per mascherare il fatto che il regime fantoccio del sultano fosse una colonia britannica di fatto. L'Assemblea generale delle Nazioni Unite adottò la risoluzione "Questione dell'Oman" nel 1965, nel 1966 e di nuovo nel 1967, che invitava il governo britannico a cessare ogni azione repressiva contro i locali, a porre fine al controllo britannico sull'Oman e riaffermò l'inalienabile diritto del popolo omanita all'autodeterminazione e all'indipendenza.

## Antefatti
A metà del XVIII secolo, Ahmed bin Sa'id espulse i colonizzatori persiani dall'Oman e fu eletto imam. Pose a Rustaq la sua capitale. Dopo la morte dell'imam nel 1783, gli succedette suo figlio, Sa'id bin Ahmad. Successivamente, nel XIX secolo, una linea di successione ereditaria degli Al Bu Sa'idi iniziò a governare, tranne per un breve periodo in cui fu letto imam Azzan bin Qais (1868-1871). L'Impero britannico desiderava dominare l'Arabia sud-orientale per soffocare il potere crescente di altri stati europei e per frenare il potere marittimo dell'Oman che era cresciuto nel corso nel XVII secolo. L'impero britannico prese così la decisione di appoggiare la monarchia Albusaidi di Mascate verso la fine del XVIII secolo. I britannici nel tempo iniziarono a stabilire una serie di trattati con i sultani con l'obiettivo di far avanzare l'interesse politico ed economico britannico a Mascate, garantendo al contempo la protezione militare dei sultani. Alla fine del XIX secolo, Mascate divenne sempre più dipendente dai prestiti britannici e rimase in uno stato di sottosviluppo. Il governo britannico mantenne un vasto controllo amministrativo sul sultanato in quanto il segretario alla difesa e capo dell'intelligence, il consigliere principale del sultano e tutti i ministri tranne due erano britannici. L'agente politico britannico, che risiedeva a Mascate, descrisse l'influenza del governo britannico come completamente "egoista" e non prestante attenzione alle condizioni sociali e politiche dei locali, che iniziarono a alienare l'interno dell'Oman.
La tensione tra l'interno dell'Oman, l'imamato di Oman e il sultanato di Mascate e Oman iniziò a crescere tra la fine del XIX e l'inizio del XX secolo. L'imamato, come il sultanato, era governato dagli ibaditi, tuttavia la disputa tra le due parti era in gran parte politica. L'imamato, esistente da 1200, respingeva la crescente influenza dell'Impero britannico sulla regione. Gli omaniti dell'interno erano contrari al dominio tirannico del sultano. Nel 1913, l'imam Salim AlKharusi istigò una ribellione che durò fino al 1920, quando l'imamato stabilì la pace con il sultanato attraverso la firma del Trattato di Seeb che fu mediato dal Regno Unito, che in quel momento non aveva alcun interesse economico nell'interno dell'Oman. Il trattato concedeva un regime autonomo all'imamato all'interno dell'Oman e riconosceva la sovranità della costa omanita al sultanato di Mascate e Oman.

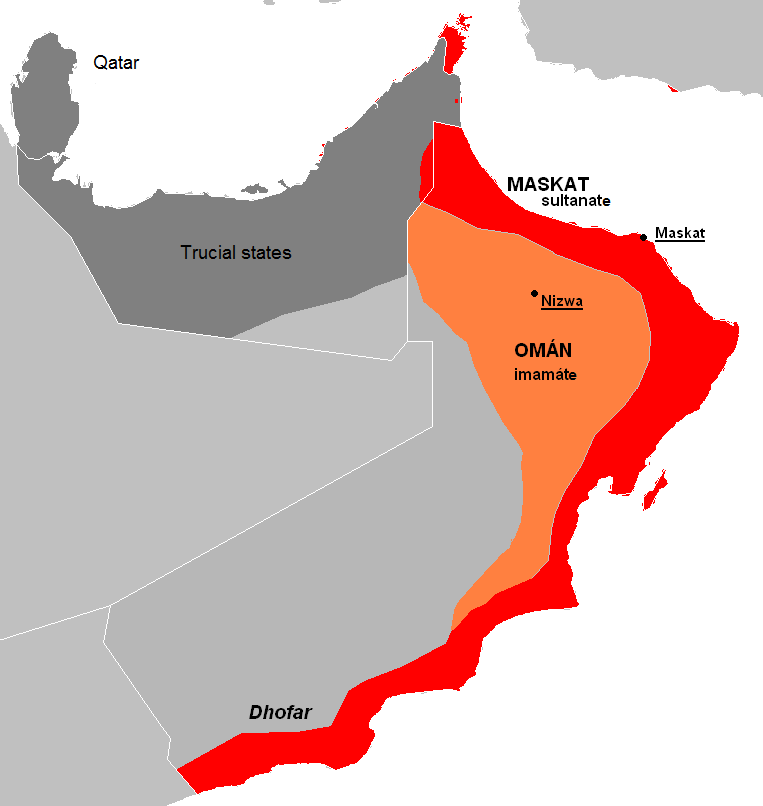
La divisione tra la regione interna (arancione) e la regione costiera (rossa) dell'Oman.

Dopo la scoperta di pozzi petroliferi in altre parti del golfo Persico, le compagnie petrolifere britanniche erano ansiose di cercare petrolio in Oman. Il 10 gennaio 1923 fu firmato un accordo tra il sultanato e il governo britannico in cui il primo accettò di dovere consultare l'agente politico britannico residente a Mascate e ottenere l'approvazione dell'Alto Governo dell'India per estrarre petrolio nel sultanato. Il 31 luglio 1928, l'accordo sulla linea rossa venne firmato tra la Anglo-Persian Company (in seguito ribattezzata British Petroleum), la Royal Dutch Shell, la Compagnie Française des Pétroles (in seguito ribattezzata Total), la Near East Development Corporation (in seguito ribattezzata ExxonMobil) e Calouste Gulbenkian (un uomo d'affari armeno) per produrre collettivamente petrolio nelle regioni divenute autonome dopo il crollo dell'Impero ottomano. Esse comprendevano la penisola arabica, con ognuna delle quattro principali società che detenevano il 23,75 percento delle azioni mentre Calouste Gulbenkian deteneva le rimanenti quote del 5 percento. L'accordo prevedeva che nessuno dei firmatari fosse autorizzato a perseguire l'istituzione di concessioni petrolifere nell'area concordata senza includere le altre parti interessate. Altre compagnie petrolifere che non facevano parte dell'accordo avevano l'opportunità di perseguire concessioni petrolifere individualmente. Fu questo il caso della Standard Oil Company della California (in seguito ribattezzata Chevron) che ottenne una concessione petrolifera con l'Arabia Saudita nel 1933. Nel 1929, i membri dell'accordo fondarono l'Iraq Petroleum Company (IPC).
Quando Sa'id bin Taymur divenne il sovrano del sultanato di Mascate e Oman, la difesa della regione era garantita da trattati con il Regno Unito. Le uniche forze armate del sultano erano alcune compagini di origine tribale e una guardia del palazzo reclutata dal Belucistan, in Pakistan. L'Oman a quel tempo possedeva anche il porto di Gwadar. Sa'id firmò una dichiarazione, simile a quella siglata dal suo predecessore, suo padre, con la quale accettò di consultare il governo britannico su tutte le questioni importanti, comprese le concessioni petrolifere. Il reale dell'umiliazione del sultano e della debolezza della sua autorità sono confermate dagli archivi.
Nel 1937 venne firmato un accordo tra il sultano e una consociata dell'Iraq Petroleum Company (IPC), un consorzio di compagnie petrolifere che era in gran parte di proprietà britannica, con il quale si garantì le concessioni petrolifere alla compagnia. Con l'accordo il sultano riceveva un considerevole bonus di firma. L'IPC, dopo aver omesso di avere scoperto il petrolio nella regione del sultanato, informò il sultano che potevano esistere riserve petrolifere all'interno dell'Oman e offrì sostegno finanziario per migliorare le forze armate affinché potessero affrontare qualsiasi potenziale resistenza da parte dell'imamato. Il governo britannico favorì il piano della IPC in quanto traeva beneficio dall'espansione del territorio del sultanato e considerava la scoperta di petrolio in Oman come una valida assicurazione contro l'insicurezza di altre regioni del Medio Oriente. Il sultano, che aveva il sostegno dei britannici, governò con un pugno di ferro e seguì una politica di non sviluppo, vietando qualsiasi cosa che considerasse "decadente" e qualsiasi forma di critica. Il 20 dicembre 1951 venne firmato un trattato di amicizia tra il Regno Unito e il sultanato in cui quest'ultimo accettò di non proibire né limitare la circolazione delle merci importate dal Regno Unito o esportate nel Regno Unito, che deve non estendersi alle restrizioni sull'esportazione o sull'importazione in altri paesi, con poche eccezioni.
Prima del 1954, vi fu una disputa tra il sultanato e l'Arabia Saudita sulla proprietà dell'oasi di Buraimi, un'area che era nota per avere riserve di petrolio. All'inizio del 1953, il sultanato preparò una forza di 500 persone per affrontare il sequestro di Buraimi da parte dell'Arabia Saudita e proteggere gli Stati Truciali da ulteriori invasioni saudite. Nell'agosto del 1953, le forze del sultano si stavano preparando ad avanzare su Buraimi, ma il governo britannico chiese al sultano di sospendere le operazioni, in attesa di negoziati per un accordo pacifico. Nell'ottobre del 1957, su ordine del Primo ministro del Regno Unito Anthony Eden, l'Esercito britannico entrò a Buraimi e dichiarò l'area come parte del sultanato. La disputa sulla proprietà di Buraimi si protrasse per tutto il periodo della guerra tra il sultanato e l'imamato.

## Cronologia

### Pianificazione iniziale
La pianificazione da parte del sultanato di avanzare nell'interno dell'Oman iniziò all'inizio del 1945 quando si diffuse la notizia che l'imam Alkhalili, il predecessore dell'imam Ghalib Alhinai, era malato. Sa'id bin Taymur espresse il suo interesse per il governo britannico nell'occupare l'imamato subito dopo la morte dell'imam e trarre vantaggio dalla potenziale instabilità che poteva verificarsi all'interno al momento delle elezioni. L'idea di far negoziare la compagnia petrolifera direttamente con l'imamato non fu favorita dall'agente politico britannico che risiedeva a Mascate. Affermò che questo avrebbe significato riconoscere l'autorità dell'imamato e ne avrebbe aumentato il prestigio. L'agente politico britannico credeva che l'unico metodo per garantire l'accesso all'interno della compagnia petrolifera fosse assistere il sultano nell'occupare l'imamato. La posizione del governo britannico, in seguito, era quella di eliminare qualsiasi potenziale di entrare in relazioni dirette con l'interno per evitare di alienare il sultano ed evitare di invalidare l'affermazione dell'IPC secondo cui la sua concessione dal sultano copriva l'Oman intero, non solo la regione del sultanato. Il sultano Sa'id credeva che la vecchia rivalità tra le due principali comunità all'interno dell'Oman, Hinawi e Ghafiri, sarebbe riapparsa quando sarebbe giunto il momento di eleggere un nuovo imam e lavoravano per raggiungere questo scopo. Con l'aiuto britannico, il sultano tentò di corteggiare molti dei Ghafiri già nel 1937 e chiese a essi di staccarsi dall'imamato, tuttavia, tali tentativi si rivelarono in seguito fallimentari. Nel 1946, il governo britannico offrì armi e munizioni, forniture ausiliarie e ufficiali per preparare il sultano nello sforzo di occupare l'imamato. Nel settembre del 1946, il governo britannico valutò la proposta di utilizzare la Royal Air Force per occupare l'interno dell'Oman. Esso concluse che era riluttante "in linea di principio" all'uso della forza per evitare critiche internazionali che avrebbero potuto portare alla chiamata del governo britannico dinanzi al Consiglio di sicurezza delle Nazioni Unite e riconobbe che l'uso della RAF avrebbe accelerato le esportazioni di petrolio dall'interno dell'Oman. Il 3 maggio 1954, l'imam Alkhalili morì e Ghalib Alhinai, che in precedenza era stato giudice e assistente dell'imam Alkhalili, fu chiamato a succedergli dopo una regolare elezione.

## Primo conflitto
La guerra fu innescata dal sultano Sa'id bin Taymur il 25 ottobre 1954, quando autorizzò i cercatori di petrolio della IPC a cercare giacimenti vicino a Fahud, un'area situata nel territorio dell'imamato, e inviò le truppe della Muscat e Oman Field Force (MOFF), in seguito ribattezzata come Forze armate del sultano (FAS), per occuparlo. Il MOFF occupò Tanam il giorno seguente. L'imam considerò la mossa come una violazione del Trattato di Seeb, un accordo che riconosceva l'autonomia dell'imamato. L'occupazione di Fahud e Tanam fu solo un preludio al grande disegno del sultanato di occupare l'intero imamato. Il 13 dicembre 1954, il MOFF, che disponeva di otto ufficiali britannici, marciò da Fahud ad Adam e occupò la città. Successivamente, il 15 dicembre 1955, venne catturata anche la capitale dell'imamato, Nizwa. L'imamato fu quindi temporaneamente sconfitto e la bandiera rossa del sultanato sventolò nell'interno per la prima volta in mezzo secolo. Tuttavia, Talib Alhinai, fratello minore dell'imam e wali di Rustaq, fuggirono in Arabia Saudita e poi a Il Cairo per cercare il sostegno arabo nella guerra contro il sultanato.

### Sostegno alla rivolta degli Stati arabi
L'ascesa dell'anti-imperialismo e del panarabismo guidati dal presidente Gamal Abd el-Nasser ha spinsero l'Egitto e l'Iraq a sostenere la causa dell'imamato nella guerra di Jebel Akhdar. L'imamato istituì un ufficio di rappresentanza a Il Cairo. La disputa sul Buraimi tra il sultanato e l'Arabia Saudita, nonché il tentativo saudita di mettere in ombra la preminenza del presidente Nasser nel mondo arabo innescò il sostegno saudita all'imamato. Gli Stati Uniti d'America decisero di non interferire nel conflitto ai sensi della dichiarazione resa dal Segretario di Stato, John Foster Dulles, in una conferenza stampa nell'agosto 1957 e non fece alcun tentativo di mediare tra le parti coinvolte dopo che l'imamato fece appello agli Stati Uniti attraverso l'ambasciata di quest'ultima a Il Cairo per risolvere il conflitto cercando negoziati pacifici con il Regno Unito. Gli Stati Uniti avevano interessi su entrambi i lati delle parti opposte in quanto possedeva azioni della Saudi Aramco Company, che era di proprietà della Standard Oil Company della California (in seguito ribattezzata Chevron), e nella IPC, che era parzialmente di proprietà della Near East Development Corporation (in seguito ribattezzata ExxonMobil), entrambe in competizione per le concessioni petrolifere nella penisola arabica. Erano anche alleati sia dell'Arabia Saudita che del Regno Unito, che avevano avuto una disputa sull'oasi di al-Buraymi.
Talib bin Ali Alhinai, il fratello dell'imam, dopo essere fuggito in Arabia Saudita e poi in Egitto, nel 1957 tornò in Oman con 300 combattenti omaniti ben equipaggiati che sbarcarono sulla costa di al-Batina. Un secondo gruppo di combattenti sbarcò a Qalhat e si diresse verso Bidiya, dove si ebbero scontri tra le due parti. Il piano di Talib era di deviare le forze del MOFF a Bidiya, lontano dalla parte centrale del paese. Talib e le sue forze si diressero con successo verso l'Oman centrale, dove furono raggiunti dall'imam Ghalib a uadi Al-Ula. L'insurrezione scoppiò di nuovo quando le forze di Talib presero possesso di una torre fortificata vicino a Bilad Sayt, che la Field Force mancavano le armi pesanti da distruggere. Il MOFF su ordine del tenente colonnello Cheeseman spostò una batteria di artiglieria su Bilad Sayt in previsione di una facile vittoria. Tuttavia, le forze dell'imamato si dimostrarono molto più organizzate del previsto e l'operazione su Bilad Sayt fu abbandonata. Le forze di Talib interruppero le linee di comunicazione del MOFF e combatterono su vari fronti all'interno dell'Oman; le azioni culminarono con la cattura del forte di Bahla. Suleiman bin Himyar, lo sceicco di una delle maggiori tribù all'interno, proclamò apertamente la sua sfida al sultano e iniziò una rivolta generale. Al MOFF fu tesa una pesante imboscata a Tanuf, Kamah e Nizwa. Vicino a Tanuf, lo scontro tra il MOFF e i ribelli provocò la sconfitta del primo e la perdita di un numero considerevole delle sue attrezzature militari, tra cui quasi una dozzina di veicoli militari. Il maggiore Anderson, uno degli ufficiali militari del MOFF, inseguì il sultano nel ritiro delle forze nel deserto ed evacuò l'interno dell'Oman, ad eccezione di un'unità militare, che tentò di mantenere Nizwa. Il MOFF fu in gran parte distrutto nel tentativo di ritirarsi attraverso città e villaggi ostili che sostenevano la rivolta. Dopo settimane di schermaglie, senza sostegno civile da parte dei locali all'interno, il resto delle forze MOFF rimaste nelle parti interne dell'Oman non avevano altra scelta che arrendersi a Fahud. Le forze dell'imamato liberarono Nizwa (la capitale), Firq, Izki, Tanuf, Bahla e Jabal Akhḍar dal controllo del Sultunato, mentre Ibri era l'unica area rimasta sotto l'occupazione del sultunato.

## Rafforzamento delle Forze armate del sultano
Nel luglio del 1957, a seguito di una serie di sconfitte nell'interno dell'Oman, il governo britannico estese i suoi aiuti militari al sultano. Il vice maresciallo dell'aria Maurice Heath, che era il comandante delle forze britanniche della penisola arabica, ordinò di assistere le forze di terra del sultano per via aerea con rifornimenti, inclusi armi e munizioni, di spostare una compagnia dei British Cameronians da al-Buraymi verso il interno e di attaccare uno dei forti detenuti dagli omaniti. Il rappresentante del Ministero degli esteri britannico in Bahrein concordò con il sultano di condurre attacchi aerei sulle forniture idriche e sui palmeti da dattero, quando stava per iniziare la stagione del raccolto utilizzando apparecchi della Royal Air Force. Il 25 luglio 1958, a causa della continua forte resistenza dell'imamato, il governo britannico prese la decisione di rafforzare le forze armate del Sultanato e aumentare il suo supporto militare diretto su una scala considerevolmente più ampia. Il 25 luglio 1958, visti il perdurare del conflitto e il progetto del governo britannico di essere "meno visibile" in Medio Oriente dopo il fallimento nella crisi di Suez, ci fu uno scambio di lettere tra il sultano e i leader britannici e successivamente venne firmato un accordo di aiuto allo sviluppo economico, che consisteva nel rafforzare le Forze armate dell'Oman (FAS) assegnando la guida delle piccole unità e delle FAS nel suo insieme a ufficiali britannici. Dopo l'aumento delle forze on campo e lo sviluppo di una strategia militare per attaccare l'interno dell'Oman, la prima azione offensiva avvenne quando le 10-12 unità di missili Venoms della RAF colpirono varie località dell'imamato. I Venoms della RAF attaccarono il forte di Izki, il forte di Nizwa, il forte di Tanuf e il forte di Birkat Almawz. Sul terreno, venne formato una colonna a Fahud per avanzare da lì verso Nizwa, che fu posta sotto il comando del tenente colonnello Stewart Carter, mentre un'altra colonna fu pianificato che si sarebbe spostata da Mascate attraverso Samail all'interno dell'Oman, che fu messa sotto la guida del tenente colonnello Frank Haugh. Entrambe le colonne furono poste sotto il comando del brigadiere dell'Esercito britannico J.A.R. Robertson. L'avanzata delle forze di terra iniziò di notte da Fahud verso Izz e poi Firq, dove la rigida opposizione dei combattenti omaniti costrinsero le forze del sultanato a ritirarsi. La RAF fece quindi otto sortite, attaccando i ribelli e provocando molte vittime a Firq. I Cameronians, il giorno successivo, riuscirono a sconfiggere la resistenza rimanente incontrata a Firq e aprirono un percorso grazie al quale le Forze del sultanato poterono avanzare verso Nizwa. In questa città la ribellione fu soppressa dal Reggimento di Mascate e dai Trucial Oman Scouts provenienti dagli Stati della Tregua. Il fattore decisivo fu il supporto diretto dei soldati dello Special Air Service (SAS), del 1º battaglione dei Cameronians, di una truppa di Ussari 15/19, dei caccia della RAF e di uno squadrone di auto blindate Ferret che il sultanato aveva ricevuto. Le forze di Talib si ritirarono nell'inaccessibile Jebel Akhdar. Gli attacchi delle FAS lungo i pochi sentieri verso il Jebel furono facilmente respinti.

### Stallo
L'esercito del sultano fu riorganizzato dal colonnello britannico David Smiley. La Batinah Force fu ribattezzata Northern Frontier Regiment (NFR) e i resti della Muscat and Oman Field Force vennero fusi nel nuovo Muscat Regiment (MR). All'interno di ciascuna unità e sottounità, i soldati beluci e arabi erano mescolati. Ciò impedì alle unità di disertare o simpatizzare apertamente con gli omaniti dell'interno ma portò a tensioni all'interno delle unità e spesso gli ordini venivano seguiti a causa di problemi linguistici. In teoria, molti dei soldati omaniti vennero reclutati dalla provincia di Dhofar ed erano guardati dall'alto in basso dagli altri arabi.
L'esercito non era ancora in grado di gestire la roccaforte di Talib. I pochi percorsi per il Jebel Akhdar erano troppo stretti per schierare battaglioni o persino compagnie d'attacco. Fu fatto un tentativo contro la parete meridionale del Jebel, usando quattro compagnie di fanteria (incluse due compagnie dei Trucial Oman Scout). Gli aggressori si ritirarono in fretta dopo aver concluso che erano vulnerabili alle imboscate e alla precarietà delle linee di collegamento. In un altro tentativo, la fanteria lanciò una finta avanzata e poi si ritirò mentre i bombardieri della RAF Avro 696 Shackleton bombardavano i difensori apparentemente ammassati ma non causarono vittime. Anche gli Havilland Venoms, giunti dalla base RAF di Sharjah, furono usati per bombardare le fortezze montuose dei ribelli. Per due anni, i ribelli infiltrati minarono continuamente le strade intorno al Jebel e tesero un'imboscata ai distaccamenti britannici e delle FAS e ai veicoli delle compagnie petrolifere. Le FAS si diffusero in piccoli distaccamenti nelle città e nei villaggi ai piedi del Jebel, e quindi vulnerabili e sulla difensiva. Le loro armi (principalmente armi inglesi della seconda guerra mondiale) erano meno efficaci dell'attrezzatura moderna utilizzata dai combattenti di Talib. Un'unità di artiglieria delle FAS, un'unità di beluci sotto il controllo del tenente Ashraf dell'Artiglieria pakistana, con due cannoni medi da 5,5 pollici molestarono gli insediamenti sull'altopiano in cima al Jabal Akhḍar, ma con scarso effetto. Gli aerei della RAF continuarono ad attaccare gli insediamenti interni sulle aree dell'altopiano del Jebel. Rimangono ancora i resti di questi attacchi aerei: il relitto di un jet Venom FB4 precipitato e la tomba del suo pilota, il tenente Clive Owen Watkinson, che fu sepolto dai locali, si trovano sull'altopiano di Saiq.

### Decisivo attacco dei britannici (1959)

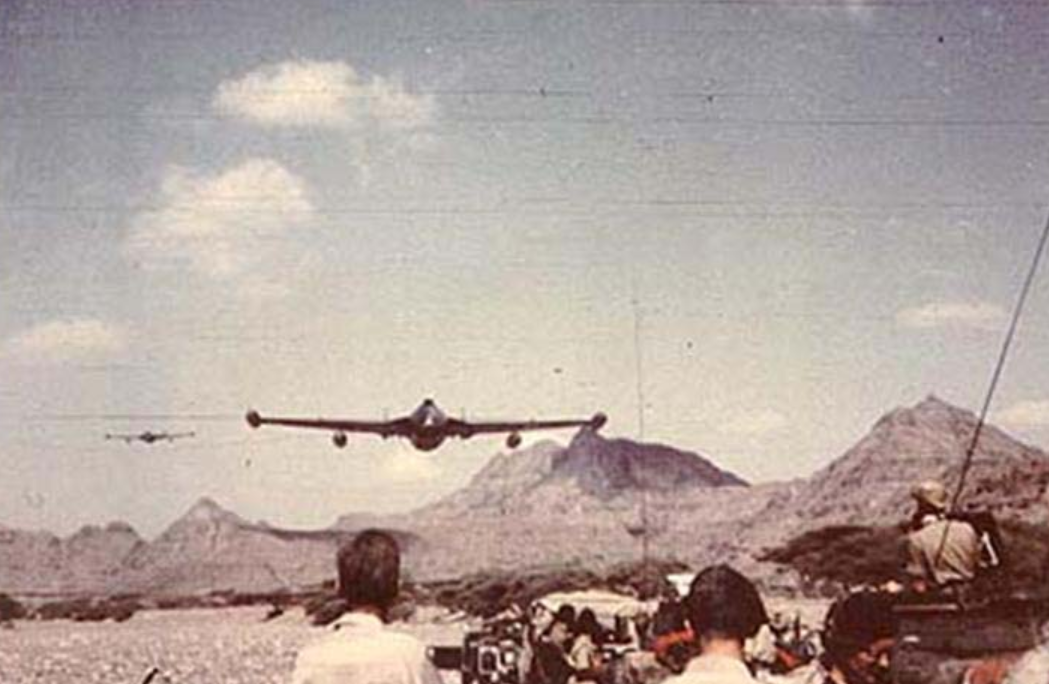
Squadrone di Venom della Royal Air Force sorvolano l'Oman durante la guerra di Jebel Akhdar.

Alcuni ufficiali britannici stimarono che sarebbe stato necessario un attacco su vasta scala da parte di una brigata britannica per riconquistare il Jebel. David Smiley e il tenente Anthony Deane-Drummond concordarono sul fatto che erano necessarie ulteriori truppe dello Special Air Service e che uno squadrone non era abbastanza per sconfiggere l'imamato. Alla fine, due squadroni del British Special Air Service Regiment furono schierati sotto la guida di Anthony Deane-Drummond. La scarsa copertura mediatica che circondava le operazioni dello squadrone britannico in Oman aiutò Anthony Deane-Drummond a convincere il capo di stato maggiore delle forze di terra dell'Estremo Oriente e il War Office ad aggiungere un altro squadrone. Uno squadrone fu scelto per avere base a Tanuf, a sud di Jebel Akhdar, e l'altro squadrone si trovava in varie posizioni a nord di Jebel Akhdar. A Nizwa venne istituito un centro operativo tattico sotto il comando di David Smiley per coordinare le operazioni militari del reggimento di frontiera settentrionale, del reggimento di Mascate, dei Trucial Oman Scout e delle truppe del SAS. Lo squadrone di Shackleton della RAF era responsabile dell'attacco al Jebel mentre il quello di Venom aveva il compito di fornire supporto alle operazioni a terra. La RAF fece 1635 incursioni, sganciando 1094 tonnellate di bombe e sparando 900 razzi all'interno dell'Oman tra luglio e dicembre del 1958 colpendo ribelli, villaggi di montagna e canali d'acqua. Il 18 dicembre 1958, una truppa SAS era a meno di 20 metri dalla posizione dell'imamato quando fu attaccata, ma una seconda truppa SAS venne in soccorso. Entrambe le truppe si ritirarono senza perdite. La notte del 27 dicembre, due truppe del SAS attaccarono Aqabat Aldhafar al fine di stabilire una base militare nell'area da cui il SAS avrebbe potuto accedere alla montagna. I combattimenti continuarono fino al mattino seguente quando le truppe SAS, con il sostegno del MR e del NFR, furono in grado di sconfiggere i ribelli, provocando 20 vittime. L'ultima settimana di dicembre comportò un gran numero di intense battaglie nei dintorni della montagna. Dopo aver fatto operazioni di finta contro posizioni periferiche sul lato nord del Jebel Akhdar, le truppe del SAS ridimensionato la parete meridionale del Jebel di notte, prendendo di sorpresa i ribelli. I rifornimenti furono paracadutati quando raggiunsero l'altopiano, il che potrebbe aver indotto in errore alcuni ribelli a pensare che si trattasse di un assalto da parte dei paracadutisti. Il 30 gennaio 1959, il SAS occupò Saiq e Shuraijah la resistenza ulteriore fu blanda. Talib e i suoi combattenti si ritirarono nuovamente tra la popolazione locale o fuggirono in Arabia Saudita. L'imam Ghalib Alhinai andò in esilio in Arabia Saudita. Le vittime del conflitto di cinque anni furono centinaia di ribelli a vi è da aggiungere un significativo costo umano per le truppe britanniche e del sultano. La decisiva offensiva del 1959 nell'ultimo mese di combattimenti causò la morte di 13 militari delle Forze armate del sultano e del personale britannico e di 176 omaniti dall'interno.

### Appello delle Nazioni Unite
L'imamato ricorse a organizzazioni internazionali, principalmente l'Organizzazione delle Nazioni Unite e la Lega araba, per fare appello per la risoluzione del conflitto. Talib Alhinai, che era il wali (governatore) di Rustaq, e Suleiman bin Hamyar, che era il wali di Jebel Akhdar, presentarono il caso dell'imamato di fronte alla Lega araba e all'Organizzazione delle Nazioni Unite nel tentativo cercare il riconoscimento dell'imamato e appellarsi contro l'aggressione britannica. La causa dell'imamato fu identificata come prossima al nazionalismo arabo e alle varie forme di anticolonialismo che si stavano diffondendo in quel periodo. Nell'agosto del 1959, il Consiglio di sicurezza delle Nazioni Unite votò con un margine ristretto (5 contro 4) per non prendere in considerazione la richiesta di un incontro urgente per discutere dell'"aggressione britannica contro un imamato indipendente dell'Oman". Regno Unito, Francia, Australia, Colombia e Cuba votarono contro considerando l'accusa di aggressione britannica contro l'Oman, guidata dagli stati arabi sulla base del fatto che il conflitto costituiva una "guerra civile" e una rivolta contro l'autorità sovrana. Svezia, Iraq, Unione Sovietica e Filippine votarono a favore della mozione sulla base del fatto che la guerra era un "conflitto internazionale" e il Regno Unito aveva violato la Carta delle Nazioni Unite pianificando e interferendo direttamente nella guerra contro l'interno dell'Oman. Gli Stati Uniti si astennero mentre la Cina era considerata "non partecipante".
Il 1º ottobre 1960, dieci stati arabi chiesero di collocare il caso dell'Oman tra i punti all'ordine del giorno dell'Assemblea generale delle Nazioni Unite per il dibattito. L'11 dicembre 1963, l'Assemblea generale delle Nazioni Unite decise di istituire un comitato ad hoc sull'Oman al fine di studiare la "questione dell'Oman" e riferire all'Assemblea generale. Il 17 dicembre 1965, la risoluzione "Questione dell'Oman" venne adottata dall'Assemblea generale delle Nazioni Unite. Essa criticava il governo del Regno Unito e le autorità del territorio per non aver collaborato con il comitato ad hoc sull'Oman non avendo acconsentitogli di accedere al territorio, inivitò il governo britannico a fermare tutte le azioni oppressive contro i locali e a porre fine al controllo britannico sull'Oman. Con la maggioranza dei voti, l'Assemblea generale delle Nazioni Unite il 20 dicembre 1966 e il 12 dicembre 1967 adottò nuove risoluzioni sulla "questione dell'Oman" che invitava il governo britannico a cessare qualsiasi azione repressiva contro i locali e a porre fine al controllo britannico sull'Oman e riaffermò l'inalienabile diritto del popolo omanita all'autodeterminazione e all'indipendenza.

### Controversia sugli attacchi britannici
Le informazioni declassificate dagli archivi nazionali britannici in seguito rivelarono che il governo britannico aveva deliberatamente distrutto i sistemi d'irrigazione Aflaj e le colture con attacchi aerei per impedire ai locali all'interno di avere raccolti e negare loro l'accesso alle risorse idriche. Lo uadi Beni Habib e il canale idrico di Semail erano tra i rifornimenti idrici che furono deliberatamente danneggiati. Gli attacchi aerei su Saiq e Sharaijah resero "pericoloso" praticare l'agricoltura in quelle aree. Inoltre, questi documenti rivelano che il 4 agosto 1957 il Segretario agli Esteri britannico Selwyn Lloyd diede l'approvazione per effettuare attacchi aerei senza preavviso contro gli omaniti. [14]Il divieto di visti per la stampa da parte del sultano e la capacità del governo britannico di eseguire attacchi aerei in modo discreto utilizzando l'aerodromo di Masirah contribuono a mantenere le operazioni militari sotto un basso profilo. Infatti il Regno Unito era in guerra in Oman da sei anni e mezzo prima quando i mezzi di comunicazione britannici iniziarono a pubblicare notizie sulla guerra di Jebel Akhdar. Il residente politico britannico George Middleton nel 1958 descrisse il coinvolgimento britannico nella guerra come "l'ennesimo esempio della nostra apparizione a sostegno di un impopolare, non democratico ed egoista potentato, in realtà troppo reazionariamente reazionario e imperialista".
Il 29 luglio 1957, la Camera dei Comuni dibatté sulla guerra di Jebel Akhdar con il titolo "Mascate e Oman". All'epoca il Segretario di Stato per gli Affari Esteri, Selwyn Lloyd, mentre rispondeva alle domande dei membri della Camera, dava l'impressione che il Trattato di Seeb fosse stato infranto dall'imamato dichiarando "questo accordo era stato infranto dalle tribù un anno o due precedenti al dicembre 1955, quando l'imam, con un aiuto straniero, cercò di stabilire un principato separato". Tuttavia, i documenti britannici declassificati rivelarono in seguito che il Trattato di Seeb venne rotto molto prima, nel luglio del 1945, quando fu rivelato per la prima volta che il sultano Said bin Taimur con il sostegno del governo britannico aveva pianificato di avanzare sull'imamato immediatamente dopo la morte dell'imam Alkhalili, il predecessore dell'imam Alhinai.

## Conseguenze
Con la sconfitta dell'imam, il Trattato di Seeb fu chiuso e l'imamato di Oman abolito. L'imamato continuò per un breve periodo a guidare un governo in esilio temporaneo da Dammam, in Arabia Saudita e istituì un ufficio a Il Cairo, in Egitto, mentre i combattimenti continuavano in Oman. All'inizio degli anni '60, l'imam, esiliato in Arabia Saudita, ottenne il sostegno del suo ospite e di altri governi arabi, ma questo sostegno terminò negli anni '80. La "questione dell'Oman" rimase all'ordine del giorno dell'Assemblea generale delle Nazioni Unite fino al 1971. La causa dell'imamato continuò a essere promossa fino al 1970.
La RAF britannica fece 2080 sortite, lasciò cadere 1750 tonnellate di bombe e 3843 proiettili a razzo durante il periodo della campagna aerea contro l'interno dell'Oman. La divisione britannica per lo sviluppo del Medio Oriente stimò che il 90% delle case di Jebel Akhdar erano state danneggiate, il 50% completamente distrutte. Il governatore militare di Jebel Akhdar, il tenente colonnello Maxwell, presentò rapporti che rivelano che i canali e i bacini idrici di Aflaj in tutti i villaggi di Jebel Akhdar erano stati danneggiati.
Nonostante la sconfitta, alcuni ribelli continuarono ad attraversare l'Oman dall'Arabia Saudita o attraverso gli Stati della Tregua e gettarono mine antiuomo che continuarono a causare vittime alle unità delle FAS e ai veicoli civili. Si pensa che il catastrofico affondamento della MV Dara al largo della costa di Dubai nel 1961 sia stato causata dalle mine. L'ufficio dell'imamato a Il Cairo in seguito negò qualsiasi coinvolgimento nell'affondamento della Dara. Alle FAS mancavano i numeri per prevenire questa infiltrazione. Una forza paramilitare, la Gendarmeria dell'Oman fu costituita nel 1960 per assistere le FAS in questo compito e anche per assumere i normali compiti di polizia. La campagna delle mine antiuomo alla fine diminuì.
Le basi aeree di Salalah e dell'isola di Masirah rimasero sotto il controllo britannico fino al 1977 e i comandanti britannici continuarono a guidare le forze armate del sultanato fino alla fine degli anni '90.

## Galleria d'immagini

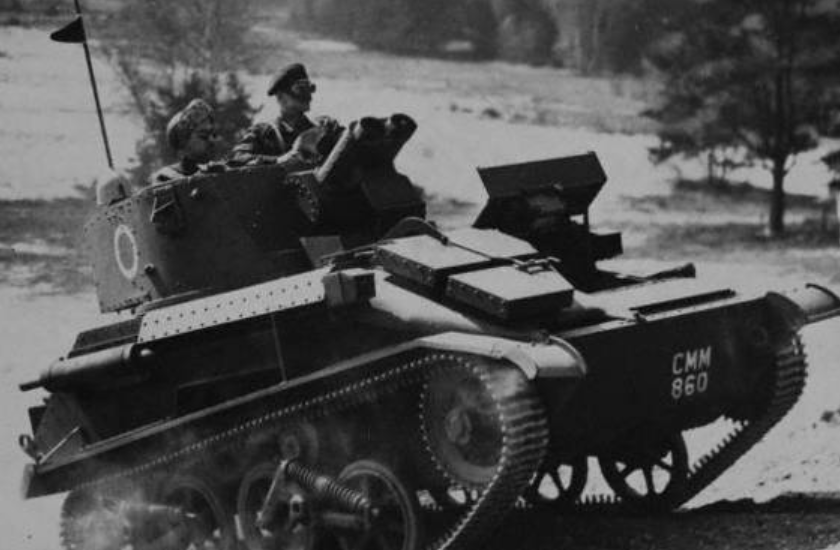
Il sultano di Mascate e Oman, Sa'id bin Taymur, osserva le manovre di truppe britanniche ad Aldershot, in Inghilterra, nel 1938, prima della guerra
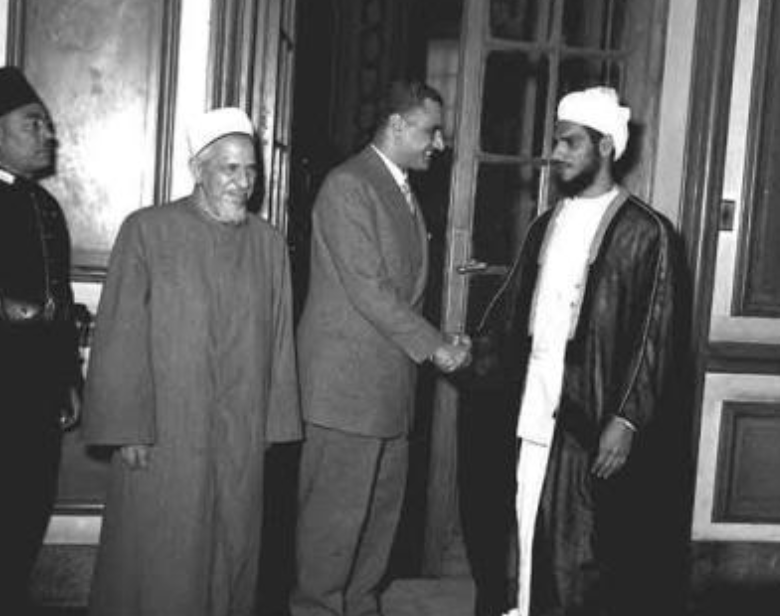
Talib Alhinai (a destra) e il presidente egiziano Gamal Abd el-Nasser (a sinistra) si stringono la mano a Il Cairo
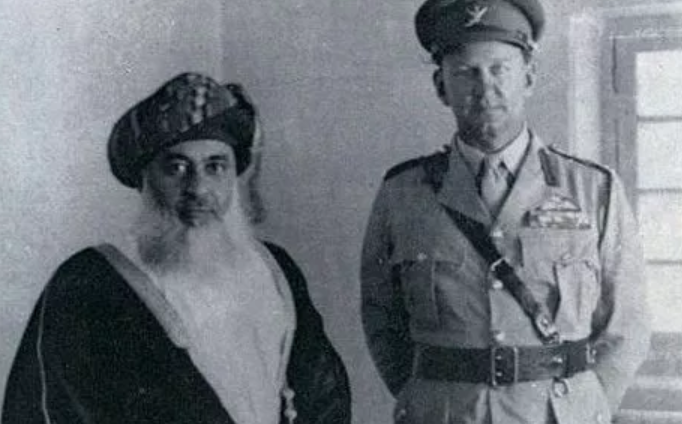
Il sultano Sa'id bin Taymur e il colonnello dell'esercito britannico David Smiley
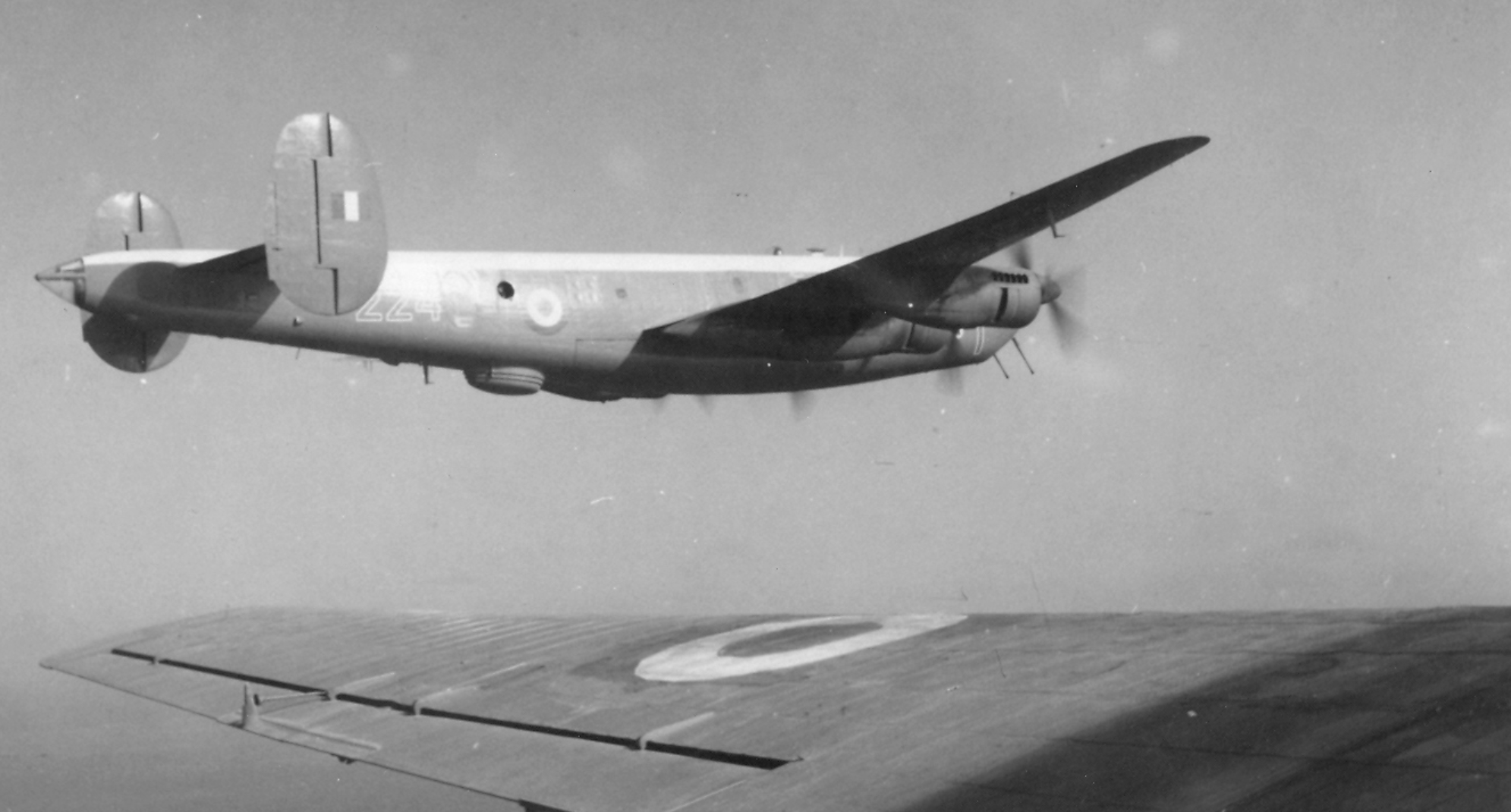
Squadrone Shackleton 224 volano in formazione vicino alla base aerea di Masirah durante la campagna di Jebel Akhdar